# Saison 1962-1963 de la LNH
Saison précédente Saison suivante
La  saison 1962-1963 est la 46e saison régulière de la Ligue nationale de hockey. Les six équipes ont joué chacune 70 matchs. Le premier repêchage de l'histoire de la LNH est organisé à l'issue de la saison.

## Saison régulière
Cette saison est l'une des plus serrées de l'histoire de la LNH avec seulement 5 points d'écart entre la première et la quatrième équipe.
Gordie Howe des Red Wings de Détroit remporte les trophées Art-Ross et Hart.

### Classement final
Les quatre premières équipes sont qualifiées pour les séries éliminatoires.
| Clt   | Équipe                 | PJ | V  | D  | N  | BP  | BC  | Pts |
| ----- | ---------------------- | -- | -- | -- | -- | --- | --- | --- |
| +001, | Maple Leafs de Toronto | 70 | 35 | 23 | 12 | 221 | 180 | 82  |
| +002, | Black Hawks de Chicago | 70 | 32 | 21 | 17 | 194 | 178 | 81  |
| +003, | Canadiens de Montréal  | 70 | 28 | 19 | 23 | 225 | 183 | 79  |
| +004, | Red Wings de Détroit   | 70 | 32 | 25 | 13 | 200 | 194 | 77  |
| +005, | Rangers de New York    | 70 | 22 | 36 | 12 | 211 | 233 | 56  |
| +006, | Bruins de Boston       | 70 | 14 | 39 | 17 | 198 | 281 | 45  |

- Champion de la saison régulière
- Qualifié pour les séries éliminatoires

### Meilleurs pointeurs
| Joueur          | Équipe   | PJ | B  | A  | Pts | Pun |
| --------------- | -------- | -- | -- | -- | --- | --- |
| Gordie Howe     | Détroit  | 70 | 38 | 48 | 86  | 100 |
| Andy Bathgate   | New York | 70 | 35 | 46 | 81  | 54  |
| Stan Mikita     | Chicago  | 65 | 31 | 45 | 76  | 69  |
| Frank Mahovlich | Toronto  | 67 | 36 | 37 | 73  | 56  |
| Henri Richard   | Montréal | 67 | 23 | 50 | 73  | 57  |

## Séries éliminatoires de la Coupe Stanley

### Arbre de qualification
|  | Demi-finales                          | Demi-finales                       |         |   | Finale de la Coupe Stanley     | Finale de la Coupe Stanley     |
|  | Demi-finales                          | Demi-finales                       |         |   | Finale de la Coupe Stanley     | Finale de la Coupe Stanley     |
|  |                                       |                                    |         |   |                                |                                |
|  | 26, 28, 30 mars, 2 et 4 avril 1963    | 26, 28, 30 mars, 2 et 4 avril 1963 |         |   | 9, 11, 14, 16 et 18 avril 1963 | 9, 11, 14, 16 et 18 avril 1963 |
|  | 26, 28, 30 mars, 2 et 4 avril 1963    | 26, 28, 30 mars, 2 et 4 avril 1963 |         |   | 9, 11, 14, 16 et 18 avril 1963 | 9, 11, 14, 16 et 18 avril 1963 |
|  | Toronto                               | 4                                  |         |   | 9, 11, 14, 16 et 18 avril 1963 | 9, 11, 14, 16 et 18 avril 1963 |
|  | Toronto                               | 4                                  |         |   | 9, 11, 14, 16 et 18 avril 1963 | 9, 11, 14, 16 et 18 avril 1963 |
|  | Montréal                              | 1                                  |         |   | 9, 11, 14, 16 et 18 avril 1963 | 9, 11, 14, 16 et 18 avril 1963 |
|  | Montréal                              | 1                                  | Toronto | 4 |                                |                                |
|  | 26, 28, 31 mars, 2, 4 et 7 avril 1963 |                                    | Toronto | 4 |                                |                                |
|  |                                       | Détroit                            | 1       |   |                                |                                |
|  | Chicago                               | Détroit                            | 1       | 2 |                                |                                |
|  | Chicago                               |                                    |         | 2 |                                |                                |
|  | Détroit                               | 4                                  |         |   |                                |                                |
|  | Détroit                               | 4                                  |         |   |                                |                                |

### Finale
Les Maple Leafs de Toronto gagnent leur seconde Coupe Stanley consécutive en battant  les Red Wings de Détroit sur le score de 4 matchs à 1.

## Honneurs remis aux joueurs et équipes

### Trophées
| Trophée              | Joueur        | Équipe                 |
| -------------------- | ------------- | ---------------------- |
| Trophée Calder       | Kent Douglas  | Maple Leafs de Toronto |
| Trophée Art-Ross     | Gordie Howe   | Red Wings de Détroit   |
| Trophée Hart         | Gordie Howe   | Red Wings de Détroit   |
| Trophée James-Norris | Pierre Pilote | Black Hawks de Chicago |
| Trophée Lady Byng    | Dave Keon     | Maple Leafs de Toronto |
| Trophée Vézina       | Glenn Hall    | Black Hawks de Chicago |

| Trophée                  | Équipe                 |
| ------------------------ | ---------------------- |
| Trophée Prince de Galles | Maple Leafs de Toronto |
| Coupe Stanley            | Maple Leafs de Toronto |

### Équipes d'étoiles
| Position       | Première équipe | Première équipe        | Deuxième équipe | Deuxième équipe        |
| Position       | Joueur          | Équipe                 | Joueur          | Équipe                 |
| -------------- | --------------- | ---------------------- | --------------- | ---------------------- |
| Gardien de but | Glenn Hall      | Black Hawks de Chicago | Terry Sawchuk   | Red Wings de Détroit   |
| Défenseur      | Carl Brewer     | Maple Leafs de Toronto | Tim Horton      | Maple Leafs de Toronto |
| Défenseur      | Pierre Pilote   | Black Hawks de Chicago | Elmer Vasko     | Black Hawks de Chicago |
| Ailier gauche  | Frank Mahovlich | Maple Leafs de Toronto | Bobby Hull      | Black Hawks de Chicago |
| Centre         | Stan Mikita     | Black Hawks de Chicago | Henri Richard   | Canadiens de Montréal  |
| Ailier droit   | Gordie Howe     | Red Wings de Détroit   | Andy Bathgate   | Rangers de New York    |